# Unité de recherche en neuroéthique
L’Unité de recherche en neuroéthique a été créée en 2006, à l’Institut de recherches cliniques de Montréal (IRCM), affilié à l’Université de Montréal. Elle est l’une des unités pionnières au Canada dans ce domaine,,.
La neuroéthique est un nouveau champ de recherche à l'intersection de la bioéthique et des neurosciences. Elle porte sur l’éthique de la recherche en neurosciences et les nombreux enjeux éthiques qui émergent dans le transfert des neurosciences aux soins de santé.

## Champs de recherche
Les thèmes de recherche abordés par l'équipe de l'Unité couvrent un large éventail de défis éthiques dans les domaines de la neuroéthique publique et interculturelle, clinique, de la recherche, ou théorique et réflexive. Ces travaux traitent de sujets aussi divers que l'imagerie par résonance magnétique,  les décisions de fin de vie, les substances qui améliorent les performances cognitives, l'élaboration de politiques éthiques, etc.,.

## Financement
Les projets de recherche de l'unité sont financés par le Fonds de recherche du Québec – Santé, les Instituts de recherche en santé du Canada, le Conseil de recherche en sciences naturelles et en génie du Canada, ainsi que le Conseil de recherches en sciences humaines du Canada.

## Activités de sensibilisation à la neuroéthique
Le Groupe canadien d'intérêt en neuroéthique a été officiellement lancé à la réunion de la Société canadienne de bioéthique, à Toronto, en 2007. L’un des projets prioritaires du groupe était la publication d'un bulletin d'information pour ses membres ; Brainstorm  est né. Publié par l'équipe de l'Unité de recherche en neuroéthique de l'IRCM, ce bulletin annonce les événements, la nouvelle littérature et les dernières nouvelles en neuroéthique.
L'Unité a également mis sur pied le Réseau neuroéthique de Montréal dont le projet principal est l’organisation de présentations, d'ateliers, de séminaires et de conférences,,, afin de développer la neuroéthique à Montréal, autant dans le milieu universitaire que communautaire.